# Charax metae
Charax metae är en fiskart som beskrevs av Eigenmann 1922. Charax metae ingår i släktet Charax och familjen Characidae. Inga underarter finns listade i Catalogue of Life.